# Майтобе (Туркестанская область)
Майтобе (каз. Майтөбе, до 2007 г. — Мичурино) — село в Тюлькубасском районе Туркестанской области Казахстана. Административный центр Мичуринского сельского округа. Находится примерно в 9 км к западу от районного центра села им. Турара Рыскулова. Код КАТО — 516055100.

## Население
В 1999 году население населённого пункта составляло 3305 человек (1598 мужчин и 1707 женщин). По данным переписи 2009 года, в населённом пункте проживали 3924 человека (1917 мужчин и 2007 женщин).